# Буката (градина)
Вижте пояснителната страница за други значения на Мадара.
Градина „Буката“ е градина в центъра на София.
Има площ малко над 1 хектар (10 040 кв. м). Разположена е недалеч западно от НДК, в карето между бул. „Прага“, ул. „Доспат“, ул. „Христо Станчев“ и ул. „Шандор Петьофи“ (бивша ул. „Доростол“), пресича се от ул. „Цар Петър І“.
Създадена е като площад „Оборище“ след първия модерен т.нар. Батенбергов градоустройствен план на Столицата от 1881 г. на тогавашния бул. „Мадара“ (днeшните бул. „Патриарх Евтимий“ и бул. „Прага“) недалеч от построената след ПСВ „Баня Мадара“ и десетилетия съществува под това име до средата на 20 век.
В градината от десетилетия е преместен автентичният първи фонтан на градската градина, отлят в стил сецесион по времето, когато са изработени фигурите за Орлов мост и Лъвов мост. След десетилетия без вода фонтанът е реставриран и пуснат отново в действие през 1990-те години, тогава негово копие е поставено на пл. „Славейков“ (днес копието е под метална шатра поради нещастен случай, завършил със смърт).
Градината паркоустойствено се състои от 2 части – площадка с фонтана с Костенурката на Сънчо и др. детски съоръжения източно от ул. „Цар Петър І“, и западно между нея и бул. „Прага“ – градински алеи със солитери, люлки, чешма, цъфтящи храсти и цветно-тревни площи. Целият периметър на градината и границите ѝ (с преминаващата през нея като алея ул. „Цар Петър І“) е със средно висок ажурен жив плет, цялата площ е наситена със стари високи дървесни видове.
В западната част са фигурите от композицията „Ян Бибиян с дяволчето Фют“ от скулптора Николай Зиков, поставена в Деня на детето на 1 юни 2006 г. върху постамент от премахнат бюст от комунистическо време. В градината е паметника на Герхард Венгел, представляващ неголяма витошка морена с паметна плоча, посветена на германския летец, загинал над София, защитавайки мирното население на града от англо-американските бомбардировки. Недалеч от този паметник е централно разположеният Знак паметна икона на Свети цар Тервел мавроубиец спасителя на Европа, открит на 6 февруари 2016 г.
Около градината разполагат масите си на открито няколко заведения, които в топлите месеци допълват оживлението на това любимо за околните жители място.